# Бјелајци (Пакрац)
Бјелајци су насељено место у саставу града Пакраца, у западној Славонији, Република Хрватска.

## Становништво
На попису становништва 2011. године, Бјелајци нису имали становника.
| Националност       | 1991.     |
| Срби               | 38 (100%) |
| Хрвати             | 0         |
| Југословени        | 0         |
| остали и непознато | 0         |
| Укупно             | 38        |